# Folketingswahl 1939
- DKP: 3
- Social.: 64
- Rad. V.: 14
- Retsf.: 3
- Sonst.: 2
- Venstre: 30
- Kons.: 26
- Bonde.: 4
- DNSAP: 3

Die Folketingswahl 1939 am 3. April war die 41. Wahl zum Folketing, der zweiten Kammer des dänischen Parlaments. Ausgeschrieben wurde die Wahl am 11. März desselben Jahres. Die Sozialdemokraten gewannen auch diese Wahl klar; die Koalition mit Radikale Venstre wurde in der Regierung Stauning IV zunächst bis zum April 1940 fortgeführt. Mit dem Beginn der Besetzung Dänemarks durch das Deutsche Reich während des Zweiten Weltkriegs wurde mit der Regierung Stauning V eine erste Sammlungsregierung gebildet, an der alle vier großen Parteien beteiligt waren.

## Wahlmodus
Wahlberechtigt zur Folketingswahl waren alle dänischen Staatsbürger, die das 25. Lebensjahr vollendet hatten und einen Wohnsitz in Dänemark besaßen. Ein Mandat wurde auf den Färöern verteilt, 148 Mandate wurden im übrigen Dänemark in einer Verhältniswahl vergeben. Dabei wurden zunächst 117 so genannte Wahlkreismandate (kredsmandater) auf die 23 Groß- und Amtskreise (stor- og amtskredse) aufgetrennt und dort nach dem regionalen Stimmverhältnis verteilt. Anschließend wurden landesweit nochmals weitere 31 Ausgleichsmandate (tillægsmandater) ausgegeben, um den Stimmverhältnissen möglichst nahe zu kommen. Für diese Mandatsverteilung kamen jedoch nur Parteien in Betracht, die ein Wahlkreismandat errungen hatten oder in mindestens einem der drei Landesteile die Stimmzahl erreicht haben, die dem Anteil der gültigen Stimmen pro zu vergebendem Mandat entspricht.

## Ergebnisse

### Dänemark
| Partei                                                                                        | Stimmen   | Prozent   | ± %       | Sitze     | ± Sitze   |
| --------------------------------------------------------------------------------------------- | --------- | --------- | --------- | --------- | --------- |
| Socialdemokratiet Sozialdemokraten                                                            | 729.619   | 42,9 %    | −3,2      | 64        | ▼ 4       |
| Venstre Liberale Partei                                                                       | 309.355   | 18,2 %    | +0,4      | 30        | ▲ 2       |
| Det Konservative Folkeparti Konservative                                                      | 301.625   | 17,8 %    | ±0,0      | 26        | ▬ 0       |
| Det Radikale Venstre Sozialliberale                                                           | 161.834   | 09,5 %    | +0,3      | 14        | ▬ 0       |
| Bondepartiet (1935: Det frie Folkeparti) Bauernpartei                                         | 050.829   | 03,0 %    | −0,2      | 04        | ▼ 1       |
| Danmarks Kommunistiske Parti Kommunistische Partei                                            | 040.893   | 02,4 %    | +0,8      | 03        | ▲ 1       |
| Danmarks Retsforbund Gerechtigkeitsbund                                                       | 033.783   | 02,0 %    | −0,5      | 03        | ▼ 1       |
| Danmarks national-socialistiske Arbejder-Parti Dänische Nationalsozialistische Arbeiterpartei | 031.032   | 01,8 %    | +0,8      | 03        | ▲ 3       |
| Nationalt Samvirke Nationale Zusammenarbeit                                                   | 017.350   | 01,0 %    | neu       | 0         | –         |
| Slesvigske Parti Schleswigsche Partei                                                         | 015.016   | 00,9 %    | +0,1      | 01        | ▬ 0       |
| Dansk samling Dänische Einheit                                                                | 008.553   | 00,5 %    | neu       | 0         | –         |
|                                                                                               |           |           |           |           |           |
| Wahlberechtigte                                                                               | 2.159.356 | 2.159.356 | 2.159.356 | 2.159.356 | 2.159.356 |
| Abgegebene Stimmen                                                                            | 1.709.556 | 1.709.556 | 1.709.556 | 1.709.556 | 1.709.556 |
| Gültige Stimmen                                                                               | 1.699.889 | 1.699.889 | 1.699.889 | 1.699.889 | 1.699.889 |
| Wahlbeteiligung                                                                               | 79,2 %    | 79,2 %    | 79,2 %    | 79,2 %    | 79,2 %    |

### Färöer
Auf den Färöern wurde abweichend am 19. April gewählt. Als Vertreter von den Atlantikinseln zog Johan Martin Fredrik Poulsen in den Folketing ein.
| Kandidat                                         | Stimmen | Prozent |
| ------------------------------------------------ | ------- | ------- |
| Johan Martin Fredrik Poulsen (Sambandsflokkurin) | 2.180   | 34,7 %  |
| Jóannes Patursson (parteilos)                    | 1.849   | 29,4 %  |
| Peter Mohr Dam (Javnaðarflokkurin)               | 1.353   | 21,5 %  |
| Thorstein Petersen (Vinnuflokkurin)              | 0.588   | 09,4 %  |
| Johan Kallsoy (Sjálvstýrisflokkurin)             | 0.314   | 05,0 %  |
|                                                  |         |         |
| Wahlberechtigte                                  | 13.197  | 13.197  |
| Abgegebene Stimmen                               | 6.308   | 6.308   |
| Gültige Stimmen                                  | 6.284   | 6.284   |
| Wahlbeteiligung                                  | 47,8 %  | 47,8 %  |